# Vuokkasheuvel
De Vuokkasheuvel, Zweeds – Fins: Vuokkasenvaara, is een berg annex heuvel in het noorden van Zweedse. De heuvel ligt in de  gemeente Kiruna in het dal van de Könkämä. De Vuokkasrivier stroomt eromheen en komt dan in de Könkämä uit. De Vuokkasheuvel is ruim 400 meter hoog en moet niet met de Vuokkasberg worden verward.